# Poilus réunionnais

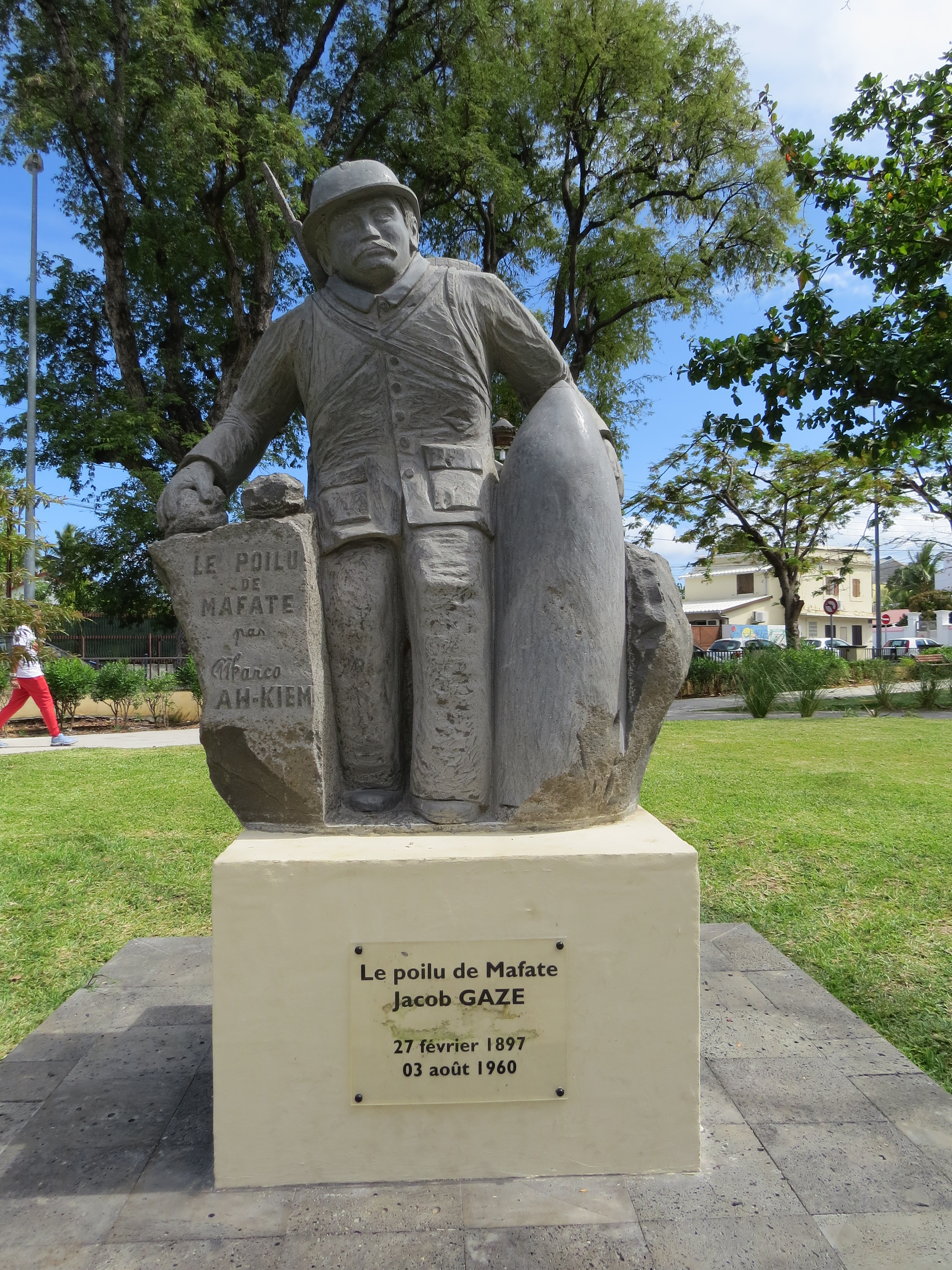
Jacob Gaze, Poilu réunionnais originaire de Mafate (Jardin de la Liberté, Saint-Paul)

Lors de la guerre de 1914 à 1918, 14 354 soldats réunionnais ont été mobilisés sachant que La Réunion abritait à l'époque 150 000 habitants. 4 000 resteront à Madagascar durant cette période ; 1 693 soldats ont péri dans les tranchées ou ont été emportés par les maladies (comme la broncho-pneumonie, la méningite, le paludisme ou à la suite de blessures de guerre). Ce n'est qu'à partir de 1915 que les Réunionnais combattent dans toutes les opérations militaires sur le front de l'Ouest et sur le front d’Orient.

## Un élan patriotique
À la Réunion, le patriotisme et le rattachement à l'île créent une certaine ambiguïté des sentiments chez les Réunionnais.
Le 2 août 1914, un télégramme venant de Paris informe le gouverneur de la Réunion que la Guerre est déclarée. Après l'annonce de la guerre c'est l’exaltation sur toute l’île. L'école imprègne dans l'esprit des enfants un sentiment de vengeance, ce qui les motivera à aller au front combattre « les boches ». La presse locale participe à inculquer cet esprit de vengeance en publiant des articles de propagande anti-allemande. L'influence de l’Église pousse aussi de nouveaux soldats à se porter volontaires. Cependant les écrits s'adressent seulement à « l'élite » de la Réunion, soit quelque 20 % de la population concernée par l'élan patriotique, car la majorité des Réunionnais habite en zone rurale, est illettrée et  se montre moins enthousiaste.
Le 4 août, le gouverneur Duprat signe l'ordre de mobilisation, collé sur tous les édifices publics.
Seuls les hommes âgés de 21 ans à 51 ans sont réquisitionnés au front tandis que les femmes volontaires deviennent infirmières. Tous les sélectionnés aptes physiquement et mentalement à combattre doivent alors se rendre à la guerre.

## Le voyage
Le 17 août 1914, le jour du grand départ, la Réunion tout entière se réunit au port de la pointe des Galets. Les familles acclament les soldats qui répondent tous au cri de "Vive la France !", l'enthousiasme est général. Le paquebot utilisé pour le transport des troupes, le Melbourne, emmène les soldats en direction de Tamatave (Madagascar). Là-bas, chacun va être équipé et entraîné. Mais Madagascar est aussi le lieu où 1 500  créoles pourront se protéger du froid hivernal métropolitain. Une centaine va cependant décéder de maladie sur la Grande Île.
Un certain nombre reste à Madagascar, pour réprimer les mouvements nationalistes qui luttent pour l’indépendance de Madagascar.
En mai 1915, débarquent les premiers Réunionnais au port de Marseille. Après une traversée de plusieurs semaines, certains d'entre eux, affaiblis par les conditions du voyage, sont hospitalisés. Les autres soldats sont envoyés au dépôt des isolés coloniaux qui rassemblent les troupes de l'outre-mer. La plupart sont affectés à l'infanterie pour rejoindre les tranchées du nord-est de la France ou vers les fronts d'Orient : les Dardanelles en 1915 puis la Macédoine en 1916.

## L'horreur de la guerre

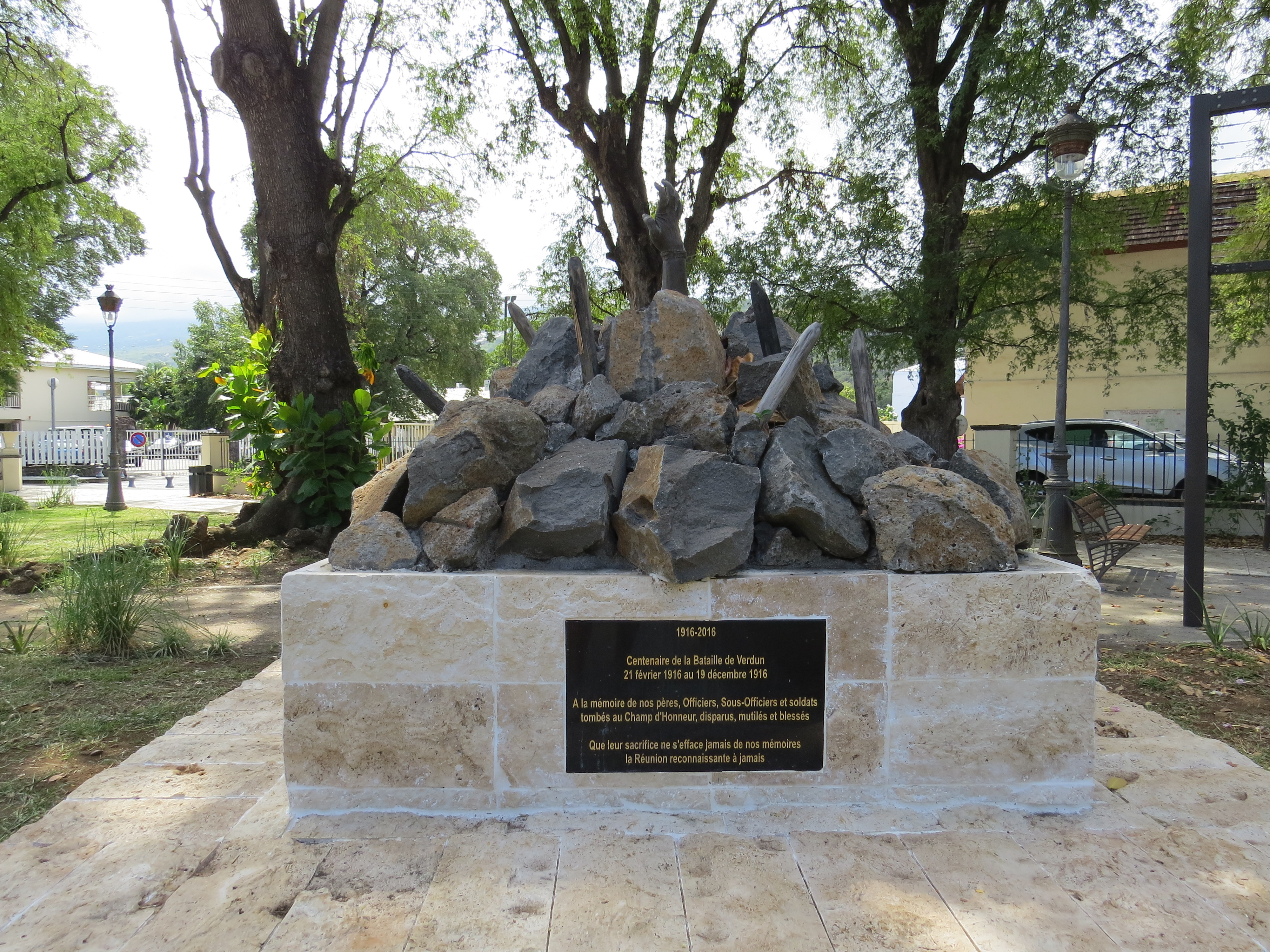
Le chaos, hommage à Verdun. Jardin de la liberté (Saint-Paul).

Pour les Réunionnais, la vie au front a été plus difficile que pour les soldats métropolitains, loin de leur île sans compter les difficultés à cause du froid et des maladies. D'autre part, ils sont souvent rabaissés et très peu considérés par leurs supérieurs.
Durant la Grande guerre, les soldats d'outre-mer subissent des discriminations de par leurs origines et  leur métissage. Ils sont aussi considérés comme plus faibles physiquement et mentalement. Peu d'entre eux deviennent sous-officiers ou officiers.
Ils sont affectés sur tous les fronts au côté des soldats métropolitains pour reconstituer les unités décimées par les combats. La majorité est envoyée dans des camps d'hivernage dans le Midi (à Fréjus) et en Algérie (à Oran). En hiver 1916, certains sont amenés à réprimer en Algérie les résistants et les déserteurs.
Certains d'entre eux connaissent l'enfer des tranchées. Les morts et les blessés sont nombreux à cause du froid, du manque d'hygiène, du peu de nourriture fournie et des conditions de vie. Les soldats dorment sur les cadavres de leurs camarades, mangent sur eux et combattent sur eux. Ils partagent leur vie avec les rats et les vers dévorant sous leurs propres yeux la chair en décomposition de leurs compagnons déchus au combat. Ils subissent les tirs d'obus et les gaz asphyxiants.

## Le retour
Les premiers soldats réunionnais au nombre de 1 603 arrivent le 31 mars 1919  au port de la pointe des Galets à bord du navire le Madonna. Sans le savoir, ils ramènent avec eux le virus de la grippe espagnole vraisemblablement contenu dans la terre servant de lest et contaminée. L'épidémie se répand sur toute l'île à partir de leur arrivée.
À la fin du mois d'avril, on peut recenser alors 100 décès par jour. Les cadavres jonchent les rues, il n'y a plus assez de cercueils pour tous les morts qui sont inhumés dans des draps et entassés. Des chars funèbres conduits par des poilus en uniforme ramassent les cadavres traînant et empestant les rues pour les jeter dans des fosses communes avec l'aide de prisonniers.
Vers le 11 mai, l'épidémie prend fin avec un petit cyclone tropical (dit le cyclone « la peste »). Elle aura fait à elle seule presque 8 000 victimes, détrônant largement le nombre de soldats réunionnais morts pour la France.
Le retour des poilus réunionnais va s'étaler jusqu'en 1921.
Pour leur réintégration dans la société, des emplois publics leur sont réservés, mais la majorité doit y renoncer à cause de leur illettrisme.
Une association, « La légion des combattants », permet d'entretenir la mémoire des poilus réunionnais après-guerre en organisant des cérémonies dans toute l'île. Comme partout en France, des monuments aux morts sont élevés avec l'aide de dons et de souscriptions, contenant parfois un peu de terre des tranchées. Deux monuments sont aujourd'hui classés Monuments historiques, la Colonne de la victoire à Saint-Denis, l’Âme de la France à Hell-Bourg.

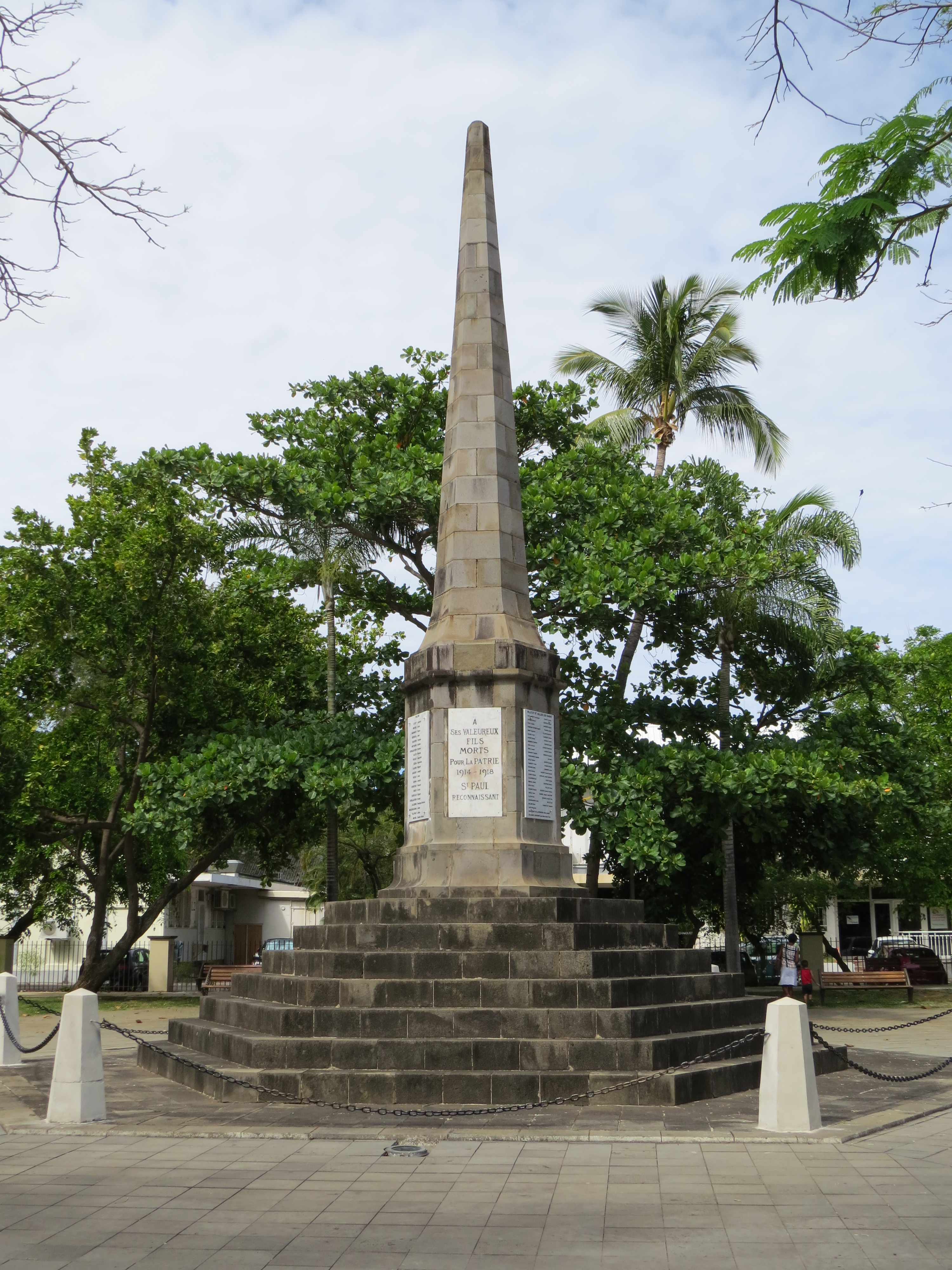
Monument aux morts de Saint-Paul.
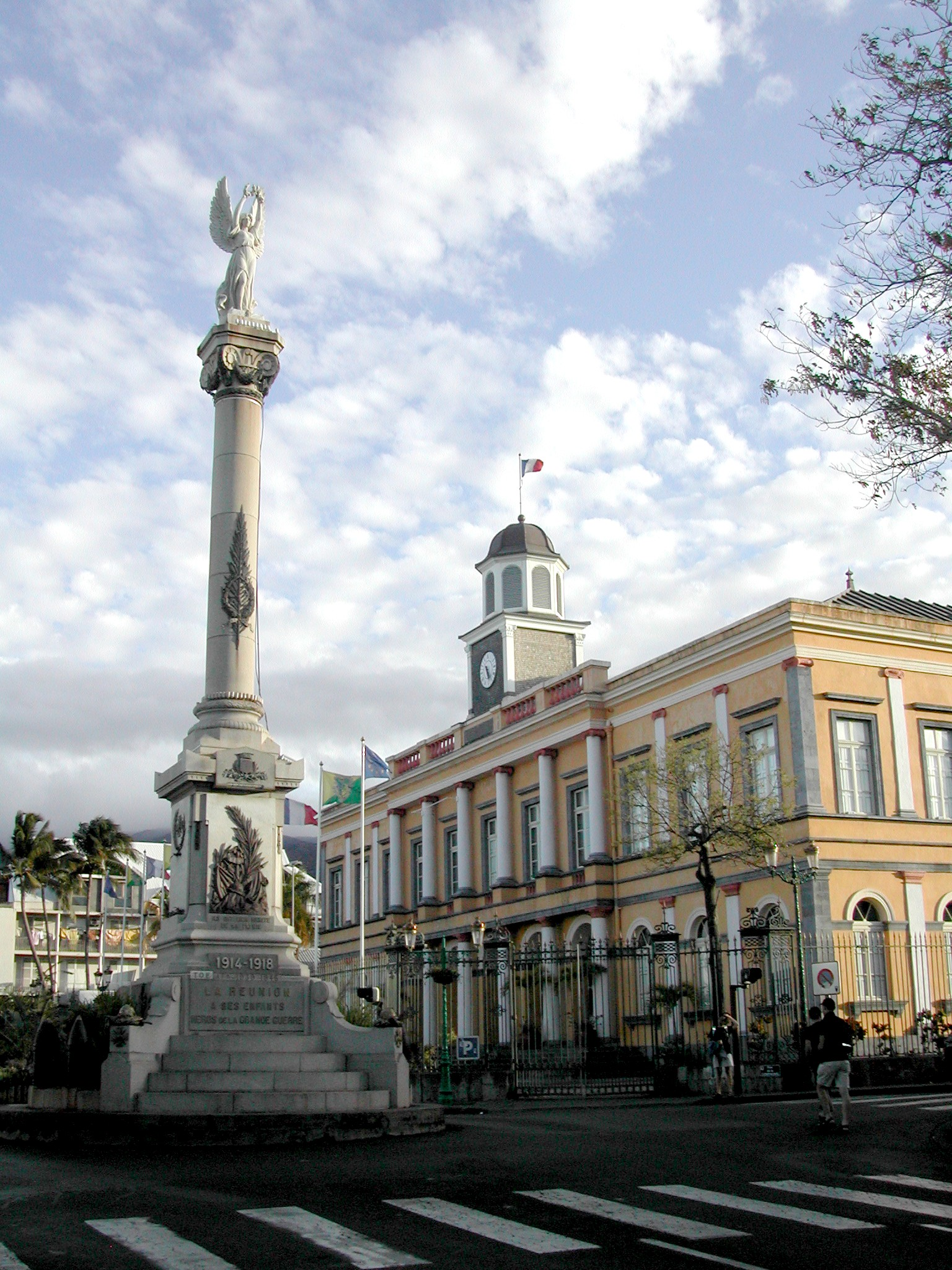
Colonne de la Victoire, Saint-Denis.
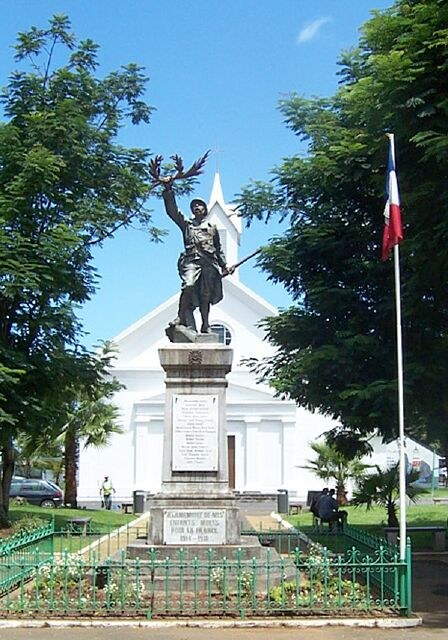
Le Poilu victorieux, Sainte-Suzanne.